# Bergilers
Bergilers of in het Nederlands Belliek is een dorp in de Belgische provincie Luik en een deelgemeente van de gemeente Oerle. Het was een zelfstandige gemeente tot het bij de fusie van 1965 toegevoegd werd aan de gemeente Oerle.
Bergilers ligt aan de taalgrens in het westen van de gemeente Oerle. De Jeker stroomt door de dorpskom die ten oosten van de weg van Tongeren naar Borgworm ligt. Bergilers is een landbouwdorp in Droog-Haspengouw dat zich stilaan ontwikkelt tot een woondorp.
De oude Nederlandse naam van Bergilers is Belliek, zoals Liek nog steeds de officiële Nederlandse naam is van het naburige Oleye.

## Geschiedenis
In de middeleeuwen vormde Bergilers een enclave van het graafschap Namen binnen het prinsbisdom Luik.

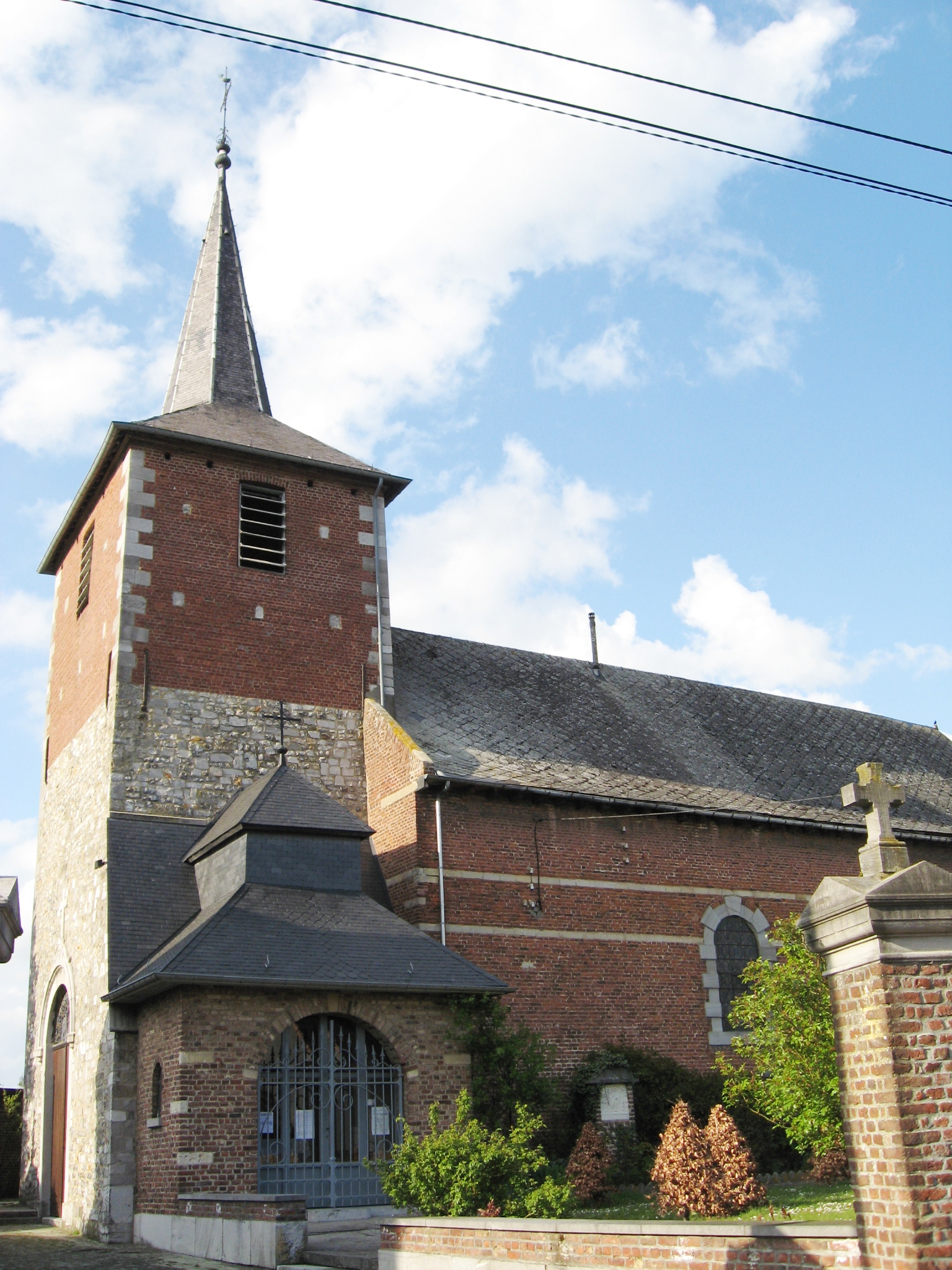
De Onze-Lieve-Vrouwkerk

## Bezienswaardigheden
- De Onze-Lieve-Vrouwekerk (Église Notre-Dame) heeft een romaanse onderbouw. Het schip is van 1728 en in 1857 werd een portaal en een sacristie toegevoegd.
- In de buurt van de kerk ligt de Moulin Fraikin, een voormalige watermolen op de Jeker. De molen werd gebouwd in 1698 en werd op het einde van de 19de eeuw volledig herbouwd. Hierbij werd een turbine geplaatst. Tegenwoordig is het gebouw in gebruik als wooncomplex.
- Tegenover de kerk ligt het voormalige woonhuis van de baljuw uit de eerste helft van de 18de eeuw.

## Natuur en landschap
Bergilers ligt aan de Jeker. De hoogte aan de kerk bedraagt 106 meter.

## Demografische ontwikkeling
- Bronnen:NIS, Opm:1831 tot en met 1961=volkstellingen

## Nabijgelegen kernen
Lantremange, Middelheers, Grandville, Hodeige